# Estimata
Estimata là một chi bướm đêm thuộc họ Noctuidae.